# Friedrich Christian Diez
Friedrich Christian Diez (Gießen, marzo 1794 – Bonn, 29 maggio 1876) è stato un filologo tedesco.
Studiò, per suggerimento di Johann Wolfgang von Goethe, le poesie dei trovatori: La poesia dei trovatori (Die Poesie der Troubadours, 1826), Vita e opere dei trovatori (Leben und Werke der Troubadours, 1829).
Fondatore del metodo storico-comparativo negli studi sulle lingue romanze, scrisse due opere tuttora fondamentali: la Grammatica delle lingue romanze (Grammatik der romanischen Sprachen, 1836-43) e il Dizionario etimologico delle lingue romanze (Etymologisches Wörterbuch der romanischen Sprachen, 1853).

## Opere
- Altspanische Romanzen (1821)
- Über die Minnehöfe, Beiträge zur Kenntnis der romanischen Poesie (1825)
- Die Poesie der Troubadours (1826)
- Leben und Werke der Troubadours (1829)
- Grammatik der romanischen Sprachen (1836–43)
- Etymologisches Wörterbuch der romanischen Sprachen (1853)
- Altromanische Sprachdenkmale (1846)
- Zwei altromanische Gedichte (1852)
- Über die erste portugiesische Kunst- und Hofpoesie (1863)
- Altromanische Glossare, berichtigt und erklärt (1865)
- Romanische Wortschöpfung (1875)
- Kleinere Arbeiten und Rezensionen (1883)